# Hythan
Als Hythan (international Hythane; von engl.: „hydrogen“ und „methane“) wird ein künstlich hergestelltes Gemisch aus Methan und Wasserstoff bezeichnet, das als gasförmiger Treibstoff genutzt werden kann. Hythane sind unter anderem als potenzielle Biokraftstoffe im Gespräch und befinden sich in der technischen Erprobung. Dabei wurde der Einsatz in Verbrennungsmotoren in verschiedenen Pilotprojekten in Kanada, den Vereinigten Staaten und Schweden getestet.

## Eigenschaften
Hythane bestehen aus einem Gemisch von Methan und Wasserstoff, wobei letzterer aufgrund seiner Eigenschaften die Brennstoffeigenschaften des Methans durch eine Erhöhung der Flammengeschwindigkeit und eine damit einhergehende bessere Verbrennung verbessern soll. 
In Form des Gasgemischs sollen Hythane die sehr guten Brennstoffeigenschaften des Wasserstoffs als Kraftstoff für den Einsatz in Verbrennungsmotoren und Brennstoffzellen mit der deutlich besseren Infrastruktur bei der Nutzung von Methan kombinieren.

## Herstellung
Hythane werden durch die Ergänzung von 8 bis 32 Volumenprozent Wasserstoff (H2) zu Methan (CH4) hergestellt. Dabei kann das Methan sowohl fossiler Natur (Erdgas) als auch biogenen Ursprungs sein.
Sowohl Methan als auch Wasserstoff für die Herstellung der Hythane können auf der Basis von Biomasse hergestellt werden. Dabei entstammt das Methan nach einer Methanierung entweder einem Biogasprozess oder als Substitute Natural Gas (SNG) einer Biomassevergasung. Der Biowasserstoff wird ebenfalls in einer Biomassevergasung nach einer anschließenden Gasreinigung und Konditionierung über eine Dampfreformierung produziert. Alternativ kann Wasserstoff auch über eine Elektrolyse produziert werden.